# Spårvägar i Norge
Den här artikeln behandlar historiska, nutida och planerade spårvägssystem i Norge.

## Förteckning över orter som har eller har haft spårväg
| Ort                          | Artikel                | Fram- drivning | Period    | Spår- vidd (mm) | Spår | Fordonsfärg | Fordonsfärg | Fordonsfärg | Fordonsfärg | Fordonsfärg |
| Ort                          | Artikel                | Fram- drivning | Period    | Spår- vidd (mm) | Spår | Äldre       | Äldre       | Nyare       | Nyare       | Nyare       |
| Bergen                       | Bergens spårvägar      | El             | 1897-1965 | 1435            |      |             |             |             |             |             |
| Bergen                       | Bergens spårvägar      | El             | 2010-     | 1435            |      |             |             |             |             |             |
| Kristiania (sedan 1925 Oslo) |                        | Häst           | 1875-1900 | 1435            |      |             |             |             |             |             |
| Kristiania (sedan 1925 Oslo) | Oslos spårväg          | El             | 1894-     | 1435            |      |             |             |             |             |             |
| Trondheim                    | Trondheims spårvägsnät | El             | 1901-1988 | 1000            |      |             |             |             |             |             |
| Trondheim                    | Gråkallbanen           | El             | 1990-     | 1000            |      |             |             |             |             |             |

## Jämförelse mellan befintliga system
| System           | Linjelängd (varav enkelspår) | Spårlängd | Antal växlar | Antal hållplatser | Antal linjer | Antal spårvagnar | Resande per vardagsdygn |
| ---------------- | ---------------------------- | --------- | ------------ | ----------------- | ------------ | ---------------- | ----------------------- |
| Oslos spårväg    |                              | 131       |              | 99                | 6            | 72               | 110 000                 |
| Gråkallbanen     |                              | 9         |              | 21                | 1            | 9                | 2000                    |
| Bybanen i Bergen |                              | 10        |              | 15                | 1            | 12               | 45000                   |